# Русский общевоинский союз
Ру́сский общево́инский сою́з (РОВС, официальная орфография: Ру́сский Обще-Во́инский Сою́з) — русская воинская организация Белой эмиграции. Создана 1 сентября 1924 года главнокомандующим Русской армии генерал-лейтенантом бароном Петром Николаевичем Врангелем.
Союз объединял военные организации и воинские союзы во всех странах Русского Зарубежья. В 1993 году открыл своё представительство в России.
По имеющейся информации, 4 ноября 2000 года РОВС был закрыт согласно пункту 2 Распоряжения председателя РОВС № 8 от 1982 г. «О порядке закрытия РОВС на случай смерти председателя».

## История

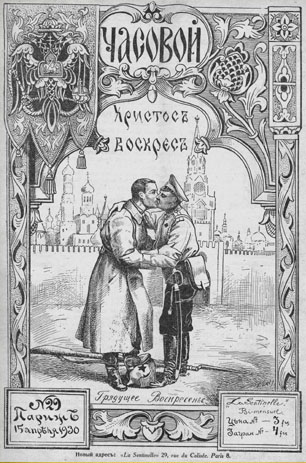
Журнал «Часовой», 1930 год

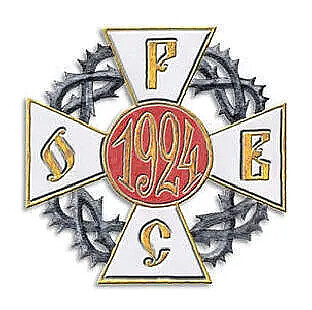
Орден Русского общевоинского союза

После Гражданской и до Второй мировой войной РОВС был самой массовой организацией русской эмиграции, в момент создания союз насчитывал до 100 тыс. членов. Первоначально штаб РОВС находился в Белграде (Югославия), с 1926 года в Брюсселе, с 1929 года в Париже, а его отделы и отделения — в странах Европы, Южной Америки, США и Китае. Главными задачами РОВС были сохранение кадров Русской армии и обеспечение жизнедеятельности его членов.
В РОВС входили организации, объединяющие бывших военнослужащих Белых армий по принадлежности к войсковым частям (например, Союз Первопоходников), либо проживающих на определённой территории (например, Союз Галлиполийцев во Франции), либо по принадлежности к частям русской Императорской армии (например, Гренадерское объединение).
Основным печатным периодическим изданием РОВС являлся журнал «Часовой» (редактор Василий Васильевич Орехов), начавший издаваться с одобрения генерала Александра Павловича Кутепова в 1929 году и выходивший с перерывом на 1941—1945 годы вплоть до начала 1988 года (формально этот журнал считался независимым изданием).
С 1922 года состав Русской армии из-за нехватки средств у командования вынужден был перейти на самообеспечение. Воинские части и армия в целом стали распадаться. Белоэмигранты начали создавать многочисленные союзы, которые и объединились в РОВС. Первоначально деятельность РОВС финансировалась командованием Русской армии, в дальнейшем — на членские взносы и пожертвования.
В распоряжении РОВС находился «Фонд спасения России», из средств которого финансировалась его деятельность. Проводились многочисленные культурные и спортивные мероприятия, организовывались кружки, курсы, музеи, издавались многочисленные газеты, журналы, мемуары. Проводилось воспитание молодёжи, военно-историческая работа, продолжалась деятельность кадетских корпусов. В 1927 году в РОВС вступила Дружина русской патриотической молодёжи. Многочисленные полковые музеи, созданные на общественных началах русскими военными эмигрантами, хранили знамёна, награды, документы, мемуары и другие реликвии.
Историко-культурная деятельность РОВС позволила сохранить русскую культуру, воинские традиции, язык эмигрантов. Эта просветительская деятельность имела высокие стандарты и смогла сплотить российскую эмиграцию.
РОВС помогал своим членам, оказавшимся безработными, проживанием в общежитиях, питанием, поиском вакансий, выдачей пособий для проезда на новое место работы. Оказывалась финансовая помощь инвалидам и семьям военных. Выплачивались небольшие пособия и чинам армии.

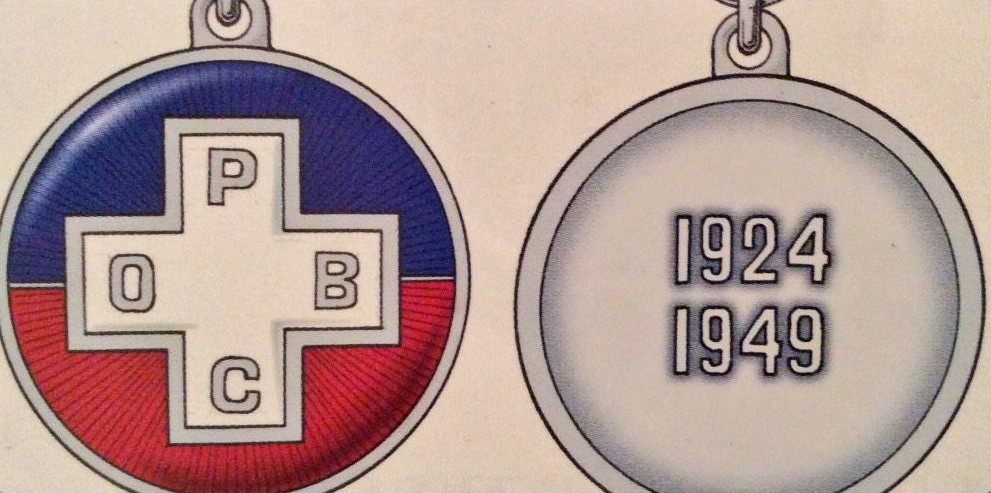
Памятный жетон РОВС (1949)

Основными догматами РОВС были провозглашены аполитичность и непредрешенчество, но в своей деятельности Союз фактически придерживался правоцентристской ориентации.
Добровольцы из РОВС вели подпольную работу на территории СССР. Эта работа была направлена на подготовку вооружённого восстания и свержения диктатуры большевиков в России. Одновременно РОВС организовал в эмиграции целую систему военно-учебных заведений и курсов, где проводилась переподготовка офицеров и военная подготовка русской эмигрантской молодёжи. Поэтому в 1920—1930-е годы деятельность РОВС контролировалась советскими спецслужбами, которые прилагали огромные усилия для борьбы с нею, организовывали похищения и убийства её руководителей на территориях иностранных государств.

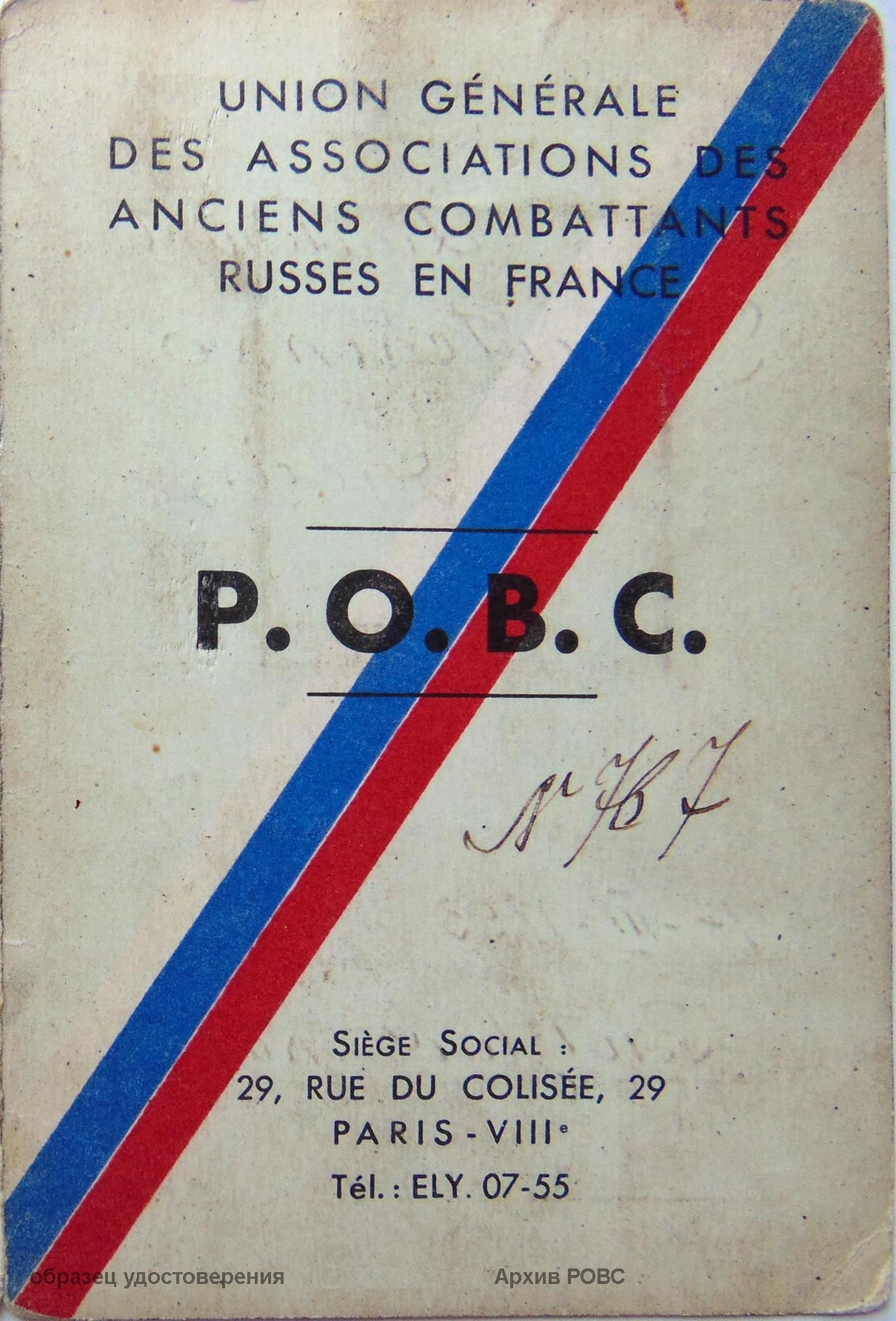
Образец обложки удостоверения РОВС с использованием российского триколора

Критиками (Г. Граф, С. Маньков, Й. Верешанин), отмечалось, что РОВС не являлся единственным преемником именно Русской Императорской Армии и Флота, поскольку существовали и другие воинские союзы, в частности Корпус Императорской армии и флота, которые противопоставляли себя РОВС. Но такие организации по своей численности и влиянию не могли сравниться с РОВС.
В 1924—1928 годах в руководстве РОВС произошло внутреннее противостояние между Врангелем и Кутеповым по сотрудничеству с Великим князем Николаем Николаевичем. Сотрудничество могло дать монархическую идею для РОВС и средства, но Врангель отказался от полного подчинения.
В то же время РОВС не смог создать единое боеспособное политическое движение. Удавались лишь отдельные теракты, но организовать подполье, поднять восстание хоть в каком-нибудь месте Советской России союз не смог. Не увенчались успехом и вторжение вооружённых отрядов на территорию СССР (например, в 1929 году из Китая). Контрразведка РОВС также не смогла противостоять вербовке членов союза органами ОГПУ и НКВД, не смогла обеспечить защиту жизней своих руководителей Кутепова и Миллера.
Руководство РОВС противилось участию в политике своих членов, запрещая им состоять в политических партиях. Также запрещалось состоять в монархических организациях и признавать великого князя Кирилла Владимировича Императором, за что немедленно исключали из Союза. Например, за политическую деятельность из Союза был исключён генерал Антон Васильевич Туркул, создавший из вышедших из РОВС офицеров Русский Национальный Союз Участников Войны.
Несколько человек дали показания полиции, они видели различные эпизоды похищения, начиная с самого начала и до кратковременных остановок жёлтого автомобиля в уличном потоке. Эмиграция была убеждена, что следы ведут в советское полпредство... Парижские газеты возмущались действиями ОГПУ в центре Франции, призывали премьер-министра разорвать отношения с СССР. Русский Париж кипел, чины РОВСа были готовы разгромить советское полпредство, но их сдерживало начальство... Перед смертью от неизлечимой болезни старый депутат-коммунист Морис-Онель облегчил душу, рассказав французскому историку Жану Элленстайну о том, как его брат участвовал в похищении генерала.
Святослав Юрьевич Рыбас.

### Советские спецслужбы против РОВС
В 1937 году исчезнувший член РОВС, генерал Николай Владимирович Скоблин, заочно обвинялся в сотрудничестве с советскими спецслужбами. При помощи агента ГПУ Сергея Николаевича Третьякова чекисты установили микрофоны в парижской штаб-квартире РОВС и прослушивали все тайные собрания организации. Известными операциями чекистов стали похищения руководителей РОВС, сначала в 1930 году генерала Александра Павловича Кутепова, а через семь лет — генерала Евгения Карловича Миллера.
По мнению писателя Олега Анатольевича Платонова, исчезновение генералов вызвало среди части эмиграции панику из-за «всемогущества ГПУ» и деморализовали русскую эмиграцию. Однако, по данным писателя Святослава Юрьевича Рыбаса, никакой деморализации не было (см. врезку), а о похищении знало несколько человек, в том числе и сам Кутепов был предупреждён о возможном его похищении.
В 1937—1938 годах в Западно-Сибирском крае СССР НКВД расстреляло более 20 тысяч человек как пособников РОВС.

### РОВС и война в Испании
Руководство РОВС планировало направить в Испанию небольшие отряды, которые объединившись под командованием генерала Николая Владимировича Скоблина и под Корниловским знаменем, должны были сражаться против коммунистических отрядов. Но этот план не реализовался. Руководство РОВС встречалось с Франко и предлагало ему 800 опытных офицеров в его армию, но финансовые условия не устроили каудильо.
Только небольшие группы добровольцев из РОВС (известно о более чем 100 добровольцах) сражались против республиканцев в Испании (на стороне испанских националистов генерала Франко).
По окончании боевых действий русские добровольцы были уволены с присвоением званий и вручением наград. Им также было разрешено получить испанское гражданство. Сражались члены РОВС и на стороне республиканцев.
25 октября 1939 года в Мадриде (Испания) генерал Хосе Москардо Итуарте принял в королевском дворце русских Белых добровольцев, сражавшихся против красных республиканцев в 1937—1939 годах в рядах Испанской национальной армии.
29 октября 1939 года Русские добровольцы, сражавшиеся на стороне Национальной Испании, лично представлены каудильо генералиссимусу Франсиско Франко в его резиденции.
4 декабря 2014 года Национальный Фонд Франсиско Франко (Королевство Испания) под председательством грандессы Испанской Марии Кармен дель Франко и Поло, герцогини Франко, отмечая заслуги русских Белых добровольцев в войне 1936—1939 годов и вклад РОВС в борьбу с коммунизмом, зачислил Русский общевоинский союз в ряды своих почётных членов и вручил почётный диплом руководству РОВС.

### РОВС и война в Финляндии
В декабре 1939 года в связи с началом военных действий СССР против Финляндии, Начальник РОВСа генерал Архангельский обратился к фельдмаршалу Карлу Густаву Эмилю Маннергейму с предложением участия русских добровольцев в вооружённой борьбе против Красной армии на советско-финляндском фронте. Однако, в связи с боязнью финнов политических осложнений, помощь со стороны русской Белой эмиграции не была ими востребована.
Только с февраля 1940 года небольшая группа офицеров РОВС получила возможность принять участие в этой войне. Эти офицеры РОВС помогали сформировать из пленных красноармейцев Русскую Народную Армию и возглавили пять её отрядов (всего 150 человек). Один из отрядов принял участие в боевой операции против Красной армии.

### Вторая мировая война
Перед началом Второй мировой войны РОВС подразделялся на отделы, курирующие страны и регионы:
- I отдел — Великобритания, Голландия, Дания, Египет, Испания, Италия, Норвегия, Персия (Иран), Польша, Сирия, Финляндия, Франция с колониями, Швейцария, Швеция;
- II отдел — Австрия, Венгрия, Германия, вольный город Данциг, Латвия, Литва, Эстония;
- III отдел — Болгария, Турция;
- IV отдел — Греция, Румыния, Югославия;
- V отдел — Бельгия;
- VI отдел — Чехословакия;
- Дальневосточный отдел со штаб-квартирой в Харбине;
- Монгольский отдел;
- Североамериканский отдел;
- отделение в Австралии и Новой Зеландии;
- Южноамериканский отдел.

Во Второй мировой войне чины Союза оказались изолированы друг от друга по разные стороны фронта, управление Союзом было нарушено, а начальник РОВС, генерал-лейтенант Алексей Петрович Архангельский, находясь в оккупированной Бельгии, был лишён немцами возможности вести работу. До этого, в сентябре 1939 года после начала войны Архангельский предписывал: «Чины РОВСа должны исполнить своё обязательство перед страной, в которой они находятся».
28 августа 1940 года власти запретили деятельность «иностранных организаций» на оккупированной части Франции. Тем не менее РОВС продолжил свою деятельность. 25 декабря 1941 года I (французский) отдел РОВС со всеми подчинёнными ему группами и подразделениями вошёл в состав Объединения русских воинских организаций во Франции. В 1941 году на учёте начальника I отдела РОВС В. К. Витковского числились более 3 тысяч членов РОВС.
Однако главной причиной того, что за всё время войны РОВС не сформировал ни одного воинского подразделения, было то, что ни одна из воюющих сторон не ставила своими задачами возрождение Великой, Единой и Неделимой России, свободной от большевизма. Германские власти на подконтрольной им территории всячески ограничивали деятельность РОВС или прямо запрещали её (Германия, Чехословакия, Югославия) так как идейная позиция белых, последовательно проводимая РОВС, противоречила планам нацистов. По этой же причине немцами принимались меры к недопущению русских белоэмигрантов, в особенности это касалось членов РОВС, на Восточный фронт. Однако, вопреки запретам немцев, попытки бывших белогвардейцев для поступления в вермахт, итальянскую армию или испанскую Голубую дивизию в индивидуальном порядке предпринимались.
В сентябре 1939 года в связи с началом Второй мировой войной чины I Отдела РОВС призывных возрастов были мобилизованы во французскую армию. В Париже образован «Комитет помощи русским мобилизованным при РОВСе во Франции».
16 декабря 1939 года в Париже (Франция) состоялось представление начальников воинских организаций I Отдела РОВСа, Военно-Морского Союза и Казачьих Войск Е.И.В. Великому Князю Владимиру Кирилловичу.
6 апреля 1941 года войска Германии и её союзников вторглись на территорию Королевства Югославии; Начальник IV Отдела РОВСа генерал-лейтенант Иван Гаврилович Барбович, начальник Кубанской дивизии генерал-майор Виктор Эрастович Зборовский и командир Гвардейского Казачьего дивизиона полковник Анатолий Иванович Рогожин предоставили себя и возглавляемые ими части РОВС в распоряжение Югославского Королевского военного командования.
10 апреля 1941 года на основании директивы Начальника РОВС генерала Архангельского, данной им генералу Ивану Гавриловичу Барбовичу, выпускники Военно-Училищных Курсов при IV Отделе РОВС (Югославия) произведены в подпоручики.
В апреле 1941 года в результате капитуляции и оккупации Югославии, германские власти официально запрещают деятельность РОВС на территории Югославии. 10 мая 1941 года в Бельгии немецкими оккупационными властями закрыт журнал «Часовой».
21 мая 1941 года генерал-майор Алексей Александрович фон Лампе, начальник Объединения Русских Воинских Союзов (ОРВС), выведенного под нажимом нацистов из подчинения РОВС, обратился к Главнокомандующему Германской армии (ОКХ) генерал-фельдмаршалу Вальтеру фон Браухичу с просьбой, в случае начала боевых действий против СССР, предоставить чинам РОВС возможность принять участие в вооружённой борьбе с коммунистической властью в России.
С нападением Гитлера на СССР глава Союза генерал-лейтенант Алексей Петрович Архангельский сформулировал официальную позицию РОВС по вопросу советско-германской войны, выступая за участие белоэмигрантов на стороне нацистской Германии, в том случае, если германская армия будет вести борьбу против большевизма, но не за захват русской территории.
Часть чинов РОВС всё же в индивидуальном порядке приняла участие в войне, будучи насильственно мобилизованными или добровольно — как в рядах немецких частей (главным образом на Балканах), так и армиях антигитлеровской коалиции, однако количество последних было меньше, поскольку военная часть белоэмиграции преимущественно выступала за поражение СССР. Большинство же членов РОВС не приняло участия в войне ни на той, ни на другой сторонах.
С июня 1941 года немецкое командование разрешило допускать русских Белых эмигрантов на территорию России в составе вермахта только в качестве переводчиков, но при условии, что эти русские эмигранты не будут являться членам РОВСа. Таким образом, около 300 русских переводчиков поступили на службу в немецкие войска, но очень скоро и они были уволены, так как оказалось, что белоэмигранты слишком благоволили к русскому населению на оккупированных территориях, что противоречило планам немцев. В составе немецких войск были сформированы из белоэмигрантов и при их помощи также несколько отдельных рот, принимавших участие в боевых действиях, и несколько разведывательных и диверсионных батальонов.
12 сентября 1941 года начал формироваться в Югославии Русский Корпус по инициативе и под командованием монархиста-легитимиста генерал-майора Ф. Скородумова (в РОВС не состоял). Часть чинов бывшего IV Отдела РОВС, уже запрещённого немцами, добровольно вступили в это формирование для защиты мирной русской эмиграции от террора коммунистических партизан Иосип Броз Тито, а также в надежде попасть в составе этого формирования в Россию.
В марте 1942 года в Болгарии был объявлен приём добровольцев в Русский Корпус, после чего большинство чинов III Отдела РОВС записались добровольцами по рекомендации начальника отдела генерала Фёдора Фёдоровича Абрамова.
21 марта 1942 года в Белград, для вступления в Русский Корпус, прибыла первая партия добровольцев РОВС из Болгарии (группа чинов Марковских частей).
Белоэмигранты служили и в полицейских частях на территории СССР. Так, в июне 1942 года в Дорогобуже ими был сформирован специальный отряд, уничтоживший партизанское движение во всём районе.
С появлением Власовского движения, руководители РОВС рассматривали возможность создания единого русского антибольшевистского движения. В своём письме к генерал-майору Алексею Александровичу фон Лампе Архангельский писал: «Войти в связь с А.[ндреем] А.[ндреевичем] нужно, ведь это должна быть антибольшевистская армия, да ещё получившая специальную антибольшевистскую подготовку. Кроме того — это должно быть — хотелось бы в это верить — русская национальная армия. Как же нам, заклятым врагам большевизма и русским националистам остаться равнодушными?».
Осенью 1944 года Советское руководство потребовало от властей Бельгии выдать Начальника РОВС генерала Алексея Петровича Архангельского и других деятелей Союза, находившихся в этой стране. Бельгийские власти арестовывают генерала Архангельского, Начальника V Отдела РОВС генерала Гартмана и бывшего секретаря генерала Врангеля Николая Михайловича Котляревского. Однако, после проведения тщательного расследования, установившего отсутствие фактов сотрудничества РОВС с немцами, все они были освобождены.
В начале февраля 1945 года генерал Алексей Александрович фон Лампе, стремясь предотвратить мобилизацию чинов возглавляемых им русских воинских организаций в ряды германского «фольксштурма», отдал им приказ покинуть Берлин и начать отход на Юг и Запад.
21 апреля 1945 года Финляндские власти арестовали и передали СССР ряд членов РОВС во главе с генералом Северином Цезаревичем Добровольским (см. Узники Лейно).
В марте 1945 года в Югославии, Румынии, Болгарии органами «Смерш» были арестованы 169 активных членов и руководителей РОВС. Генерал Деникин, ещё до войны конфликтовавший с руководителями РОВСа, критиковал позицию РОВСа во время Второй мировой войны.

### В 1945—1991 годах
В конце 1980-х ушел из жизни последний председатель РОВС из числа непосредственных участников белого движения в 1917-1923 г.г.. По мнению украинского историка Сергея Громенко, после этого организацию можно было списывать со счетов как маргинальную и никак белое движение не представляющую. Согласно Приказа по РОВС чины Русского Корпуса 1941-1945 г.г. были приравнены к участникам Белого движения 1917-1920 г.г., а сам Союз Чинов Русского Корпуса инкорпорировался в РОВС.

### 1992—н.в.

#### I Отдел РОВС в России
В сентябре 1992 года РОВС начал работу по переносу своей деятельности из эмиграции в Россию. Председатель РОВС поручик Гранитов В.В. лично встречался с представителями общественных организаций в Санкт-Петербурге и Москве. Все, с кем он встречался просили дать им полномочия и некую сумму денег на "работу" в России. Деньги в Москве получил историк Волков С.В., который все потратил на приобретение компьютера и создание базы данных участников Белого движения. Через прибывшего из США историка Бортневского были переданы деньги и в Санкт-Петербург, учителю истории Иванову И.Б. на "работу" в России. Но согласно архива пор. Гранитова В.В. вся деятельность заключалась в получении 600, 1000 и 3000 $ за "работу", которая была только в письмах на бумаге с обещаниями собрать под знамена РОВС десятки тысяч добровольцев. Письма членов "Добровольческого корпуса" Гранитову В.В. опровергали сообщения Иванова И.Б. о реальной деятельности.  Для экономической ситуации в России  на 1992 год получаемые суммы "на работу" в размерах от 1000 до 3000$ были существенным дополнением к средней зарплате, превышая ее в десятки раз.  "Добровольческий Корпус" вел реальную работу по линии Белого движения, устраивал "Дни Непримиримости" и сам претендовал на право именоваться Отделом РОВС в России. С просьбой о принятии в РОВС и получения финансирования к Председателю Гранитову В.В. обращались и другие организации и частные лица. Согласно письма ст. сержанта (? служившего в Погранвойсках КГБ) Иванова И.Б. на имя Председателя РОВС пор. Гранитова, "Добровольческий Корпус"  включать в состав РОВС нельзя, так как там находятся кадровые чекисты. В этих же письмах ст. сержант  Иванов И.Б. просит дать ему еще денег на работу, обещает собрать в будущем тысячи членов РОВС, а также назначить его временно, за отстуствием кадровых офицеров, начальником Отдела РОВС в г. Санкт-Петербурге. Далее следовало обещание в ближайшее время передать командование Отделом кадровому офицеру или даже генералу.  После настойчивых неоднократных просьб о получении полномочий и денег, поручик Гранитов согласился дать определенные полномочия на определенных условиях. Для получения объективной информации о ситации, по замыслу пор. Гранитова В.В. планировалось создать несколько независимых с подчинением ему как Председателю Отделов в России (Санкт-Петербург, Москва и др.) и на Украине (Крым, Севастополь, Киев).  22 февраля 1996 года, согласно Распоряжению (Приказу) N32 Председателя РОВС Владимира Владимировича Гранитова согласно п.1. и п.2., был открыт 1-й Отдел РОВС в Санкт-Петербурге, а п.3 вводил в действие Положение (Устав) РОВС для работы в России. Ст. унтер-офицер Иванов И.Б. скрыл от чинов РОВС п.3., а вместо Положения (Устава) РОВС для работы в России ввел дважды устаревший Устав РОВС от 1958 года. Таким образом, вся деятельность РОВС в России после 1996 года с точки зрения юридической считается незаконной, так как проводилась в нарушении п.3 Распоряжения (Приказа) N32 Председателя РОВС. Это вызвало служебное расследование деятельности РОВС в России со стороны секретаря РОВС подпоручика Браунса Д.Г. и члена комиссии по Уставу РОВС от 1988 года поручика Леонтьева Е.А. Особую настороженность секретаря РОВС вызвало стремление принять в Дроздовское Объединеие и РОВС в США согласно просьбе Иванова И.Б. своего соратника Гиркина И.В., впоследствии оказавшегося кадровыи офицером ФСБ. Имея большой опыт общения с чекистами, подпоручик Браунс Д.Г. наложил "вето" на принятие Гиркина И.В. в Дроздовское Объединение в США. В связи со скоропостижной смертью пор. Гранитова В.В. и пор. Леонтьева Е.А. расследование было поручено капитану Буткову В.Н., который "на смертном ордре кивком головы пор. Гранитова получил назначение нового Председателя РОВС" (с показания Браунса Д.Г., который такое распоряжение и оформил). Новый председатель РОВС капитан Бутков В.Н. расследование законности деятельности РОВС в России и проверки фактов подмены руководящих документов затянул, ссылаясь на полное отсутствие документации РОВС. По заявлению самого капитана Буткова В.Н. "ему не передали ни Уставов, ни списков, кто у него числится". Капитан Бутков В.Н., страшейший сотрудник "Внутренней линии" и близкий друг ее последних чинов, своим доверенным лицам поручил провести расследование, начатое подпор. Браунсом Д.Г., собрать и передать ему необходимые документы архива РОВС. Не имея никаких руководящих документов, на период расследования в качестве временной меры Председатель РОВС капитан Бутков В.Н. издал ряд распоряжений, не оформленных должным образом. Группу дроздовцев в России, имеющих офицерские чины, вывел из подчинения ст. унтер-офицера Иванова И.Б. и прикомандировал к Отделу в США, так как нижние чины не могут командовать офицерами. Одновременно с этим в своем письме ст. унтер-офицеру Иванову И.Б. написал, что будет считать его "капитаном". Данное Распоряжение не было оформлено должным образом, так как противоречит Уставам Русской Армии и заявлениям Председателя РОВС пор. Гранитова В.В. Скоропостижная смерть кап. Буткова В.Н. опять отодвинула расследование законности деятельности РОВС в России и получение необходимых для работы документов. Во время похорон кап. Буткова В.Н. его преемник, пор. Вишневский В.А. заявил, что некоторые распоряжения не оформлены  должным образом и он подтверждает их несостоятельность. Сложилась ситуация, предусмотренная Распоряжением (Приказом) N 8 Председателя РОВС кап. Осипова от 20 апреля 1982 года. Председатель РОВС пор. Вишневский В.А. перед своей смертью провел письменный и телефонный опрос членов РОВС, которые подавляющим числом 24 против 2 выразили желание закрыть РОВС. Данное решение согласно Распоряжения N 32 от 1982 года после смерти пор. Вишневского В.А. было в точности выполнено секретарем РОВС подпор. Браунсом Д.Г. В соответствии с этим было объявлено о закрытии РОВС в 2000 году. Из двух проголосовавших "против" один скончался, второй признал закрытие РОВС, но с датой 2015 года. Бывшим членам РОВС в России было предложено называть себя "Духовными наследниками РОВС", при этом имущество РОВС (особняк Общества Русских Ветеранов в Сан-Франциско, стоимостью 4 миллиона долларов и другие материальные ценности) в Новый РОВС не передавались, а оставались за собственниками.
В 1990—2000 годы отдел РОВС в России не поддержал предложения отдельных деятелей русского зарубежья о прекращении борьбы, примирении и сотрудничестве с властями России. Это противостояние вылилось в призывы со стороны части русского зарубежья к закрытию РОВС и других старых эмигрантских организаций как утративших свою актуальность.
В самой России. После кончины председателя Вишневского в 2000 году подавляющим большинством голосов материнский РОВС был закрыт с ноября 2000 года. Начальник 1-го Отдела Игорь Иванов проигнорировал распоряжение и самопровозгласил себя председателем. В своем Распоряжение (Приказании) Иванов И.Б. объвил все зарубежное имущество РОВС своей собственностью. В имущество РОВС входили регалии Русской армии, находящиеся на хранение в Синоидальном Соборе города Нью-Йорка и в монастыре Джорданвилль, архивы (там же), Дом Общества Ветеранов в г. Сан-Франциско (стоимостью более 4 млн. долларов), музей, находящийся в нем же и другое имущество. Эмигрантские организации, владеющие данным имуществом, всерьез такие "Распоряжения" не воспринимали, как и РОВС в России. 
Бывшим участникам в Москве «для ясности» было предписано именоваться «Новым РОВС». Ветераны Союза во главе с профессором Николаем Фёдоровым объявили саму постановку вопроса о ликвидации РОВС «изменой Белому Делу» и выступили за продолжение работы. Две организации, не признавшие решения о закрытии РОВС в 2000 году (Всевеликое Войско Донское за Рубежом и Общество Галлиполийцев), признали закрытие только в 2015 году. Подтвердил закрытие РОВС и председатель Объединения памяти Российской императорской гвардии А. А. Трубецкой.

#### Новый РОВС
В 2001 году основан журнал «Вестник РОВС».
О сохранившемся отрицательном отношении руководства РОВС к политике властей Российской Федерации свидетельствовало, в частности, заявление РОВС по поводу переноса останков Деникина и Ильина в Москву: в нём власти России, называемые «наследниками ленинской банды» и «профессиональными фальсификаторами с Лубянки», обвинялись в преследовании «своих грязных политических целей».
В 2014 году добровольцы НРОВС в составе «ополчения» ДНР приняли участие в войне на востоке Украины, во главе с Ивановым участвовали в боях за Славянск. После отступления из Славянска Иванов был назначен начальником Политуправления штаба ДНР, однако вскоре был снят с должности и занял пост замначальника Главного Штаба Вооружённых Сил ДНР по строевой части. В июле члены РОВС приняли участие в боях за Донецк и Иловайск, а в августе-сентябре покинули ДНР. Со слов Иванова, причиной этому послужил уход Игоря Стрелкова с фронта.
В июле 2015 года Иванов возглавил Содружество Ветеранов Ополчения Донбасса (СВОД). В 2017 году СВОД был закрыт.
В 2015 году Ярополк Михеев опубликовал статью с критикой деятельности председателя российского отделения РОВС Игоря Иванова. В ней Михеев заявил, что в своё время действующий атаман Всевеликого Войска Донского за Рубежом первопоходник Николай Фёдоров и действовавший тогда председатель РОВС поручик Гранитов ошиблись с выбором в качестве нового председателя российского отделения Иванова. Также Михеев заявил, что в связи с деятельностью Иванова Всевеликое Войско Донское за Рубежом не учавствует в деятельности российского отделения РОВС, и объявил РОВС де-факто закрытым с 2014 года. В ответ Иванов в январе 2016 года отстранил Михеева от должности почётного председателя РОВС.

## Идеология

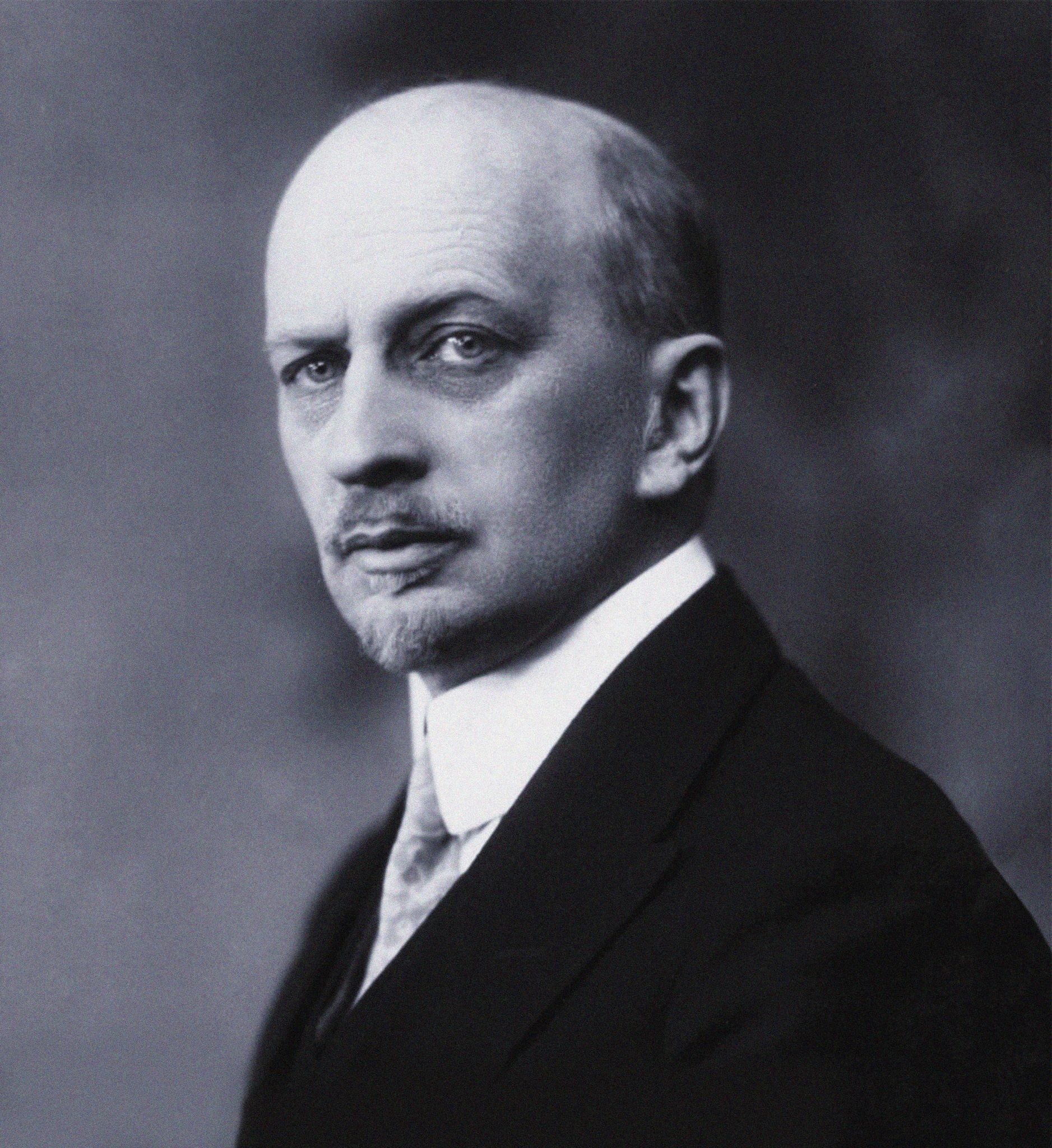
Ильин, Иван Александрович, идеолог РОВС. 1927 год

Из «Положения о Русском общевоинском союзе»:

Основным принципом Русского общевоинского союза является беззаветное служение Родине, непримиримая борьба против коммунизма и всех тех, кто работает на расчленение России. Русский общевоинский союз стремится к сохранению основ и лучших традиций и заветов Русской Императорской армии и армий белых фронтов Гражданской войны в России.
— Положение о Русском Обще-Воинском Союзе (Р.О.В.С.), 1958 год
Позиционируя себя преемником Русской императорской армии и армий белых фронтов Гражданской войны в России, РОВС полностью унаследовал традиции русского Белого движения, продолжил и развил его идеологию.
Наиболее полно идейная позиция РОВС изложена в трудах его главного идеолога профессора Ивана Александровича Ильина (1883—1954). Издававшийся им журнал «Русский колокол» (1927—1930 годы) позволил РОВС сформировать свою идеологию продолжения Белой борьбы.
Свои взгляды на роль и задачи РОВС в деле освобождения и возрождения России И. А. Ильин в самой сжатой форме изложил в статье «Что такое Русский Обще-Воинский Союз (Р. О. В. С.)» Сборник еженедельных статей И. А. Ильина «Наши задачи», выходивший с 1948 по 1954 годы под грифом «только для единомышленников», изданных в 1956 году в 2 томах, специально предназначался для членов РОВС.
Основная задача этих статей — сформировать идею будущего возрождения монархической России, которую каждый член РОВС должен был выработать самостоятельно на основе личного и национального опыта.

## Высшие руководители РОВС

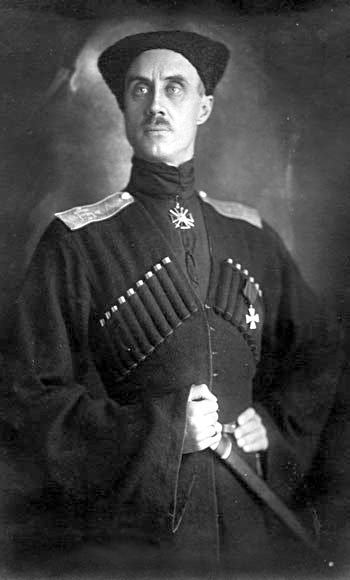
Генерал-лейтенант барон П. Н. Врангель
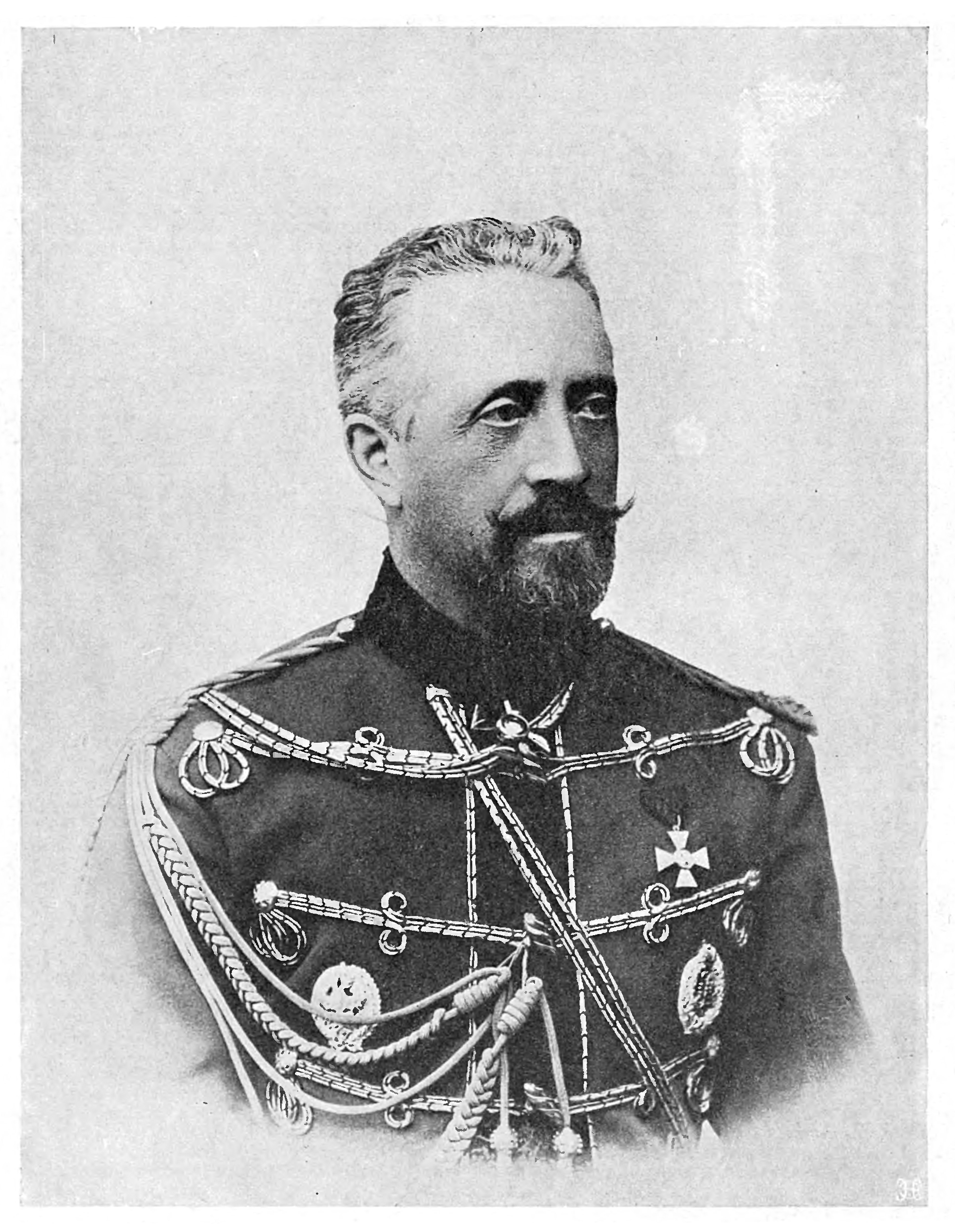
Великий Князь Николай Николаевич Младший
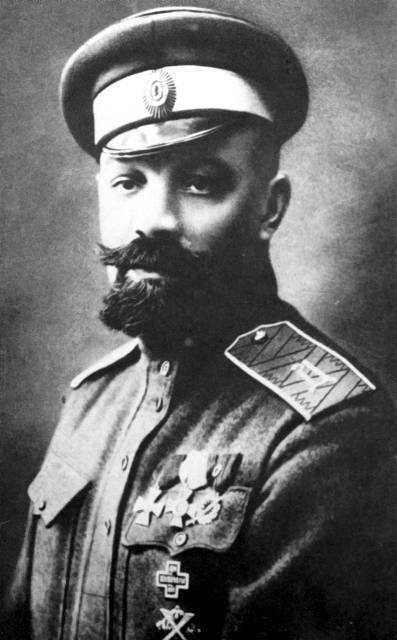
Генерал от инфантерии А. П. Кутепов
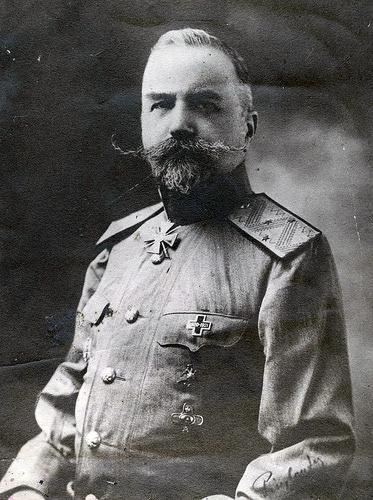
Генерал-лейтенант Е. К. Миллер
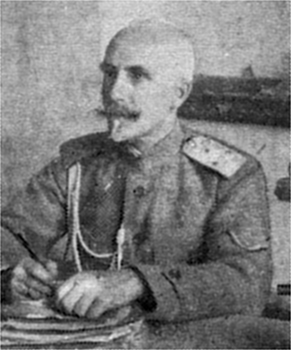
Генерал-лейтенант А. П. Архангельский
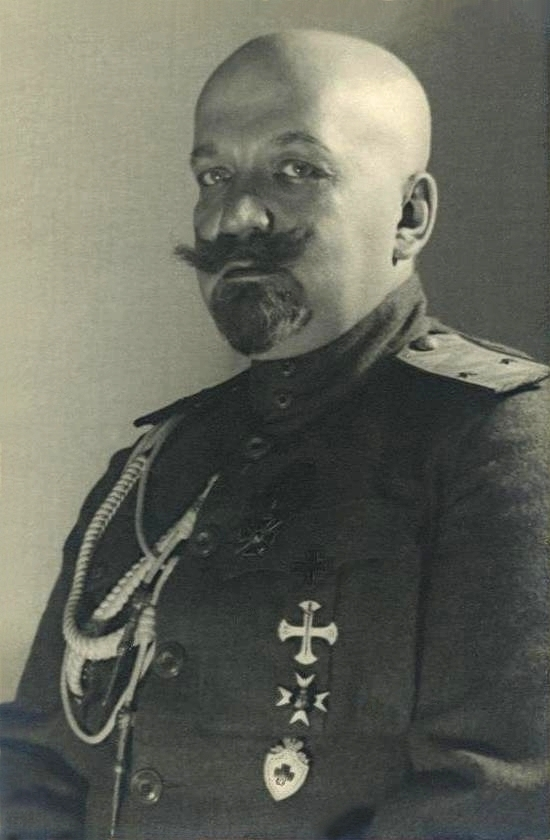
Генерал-майор А. А. фон Лампе
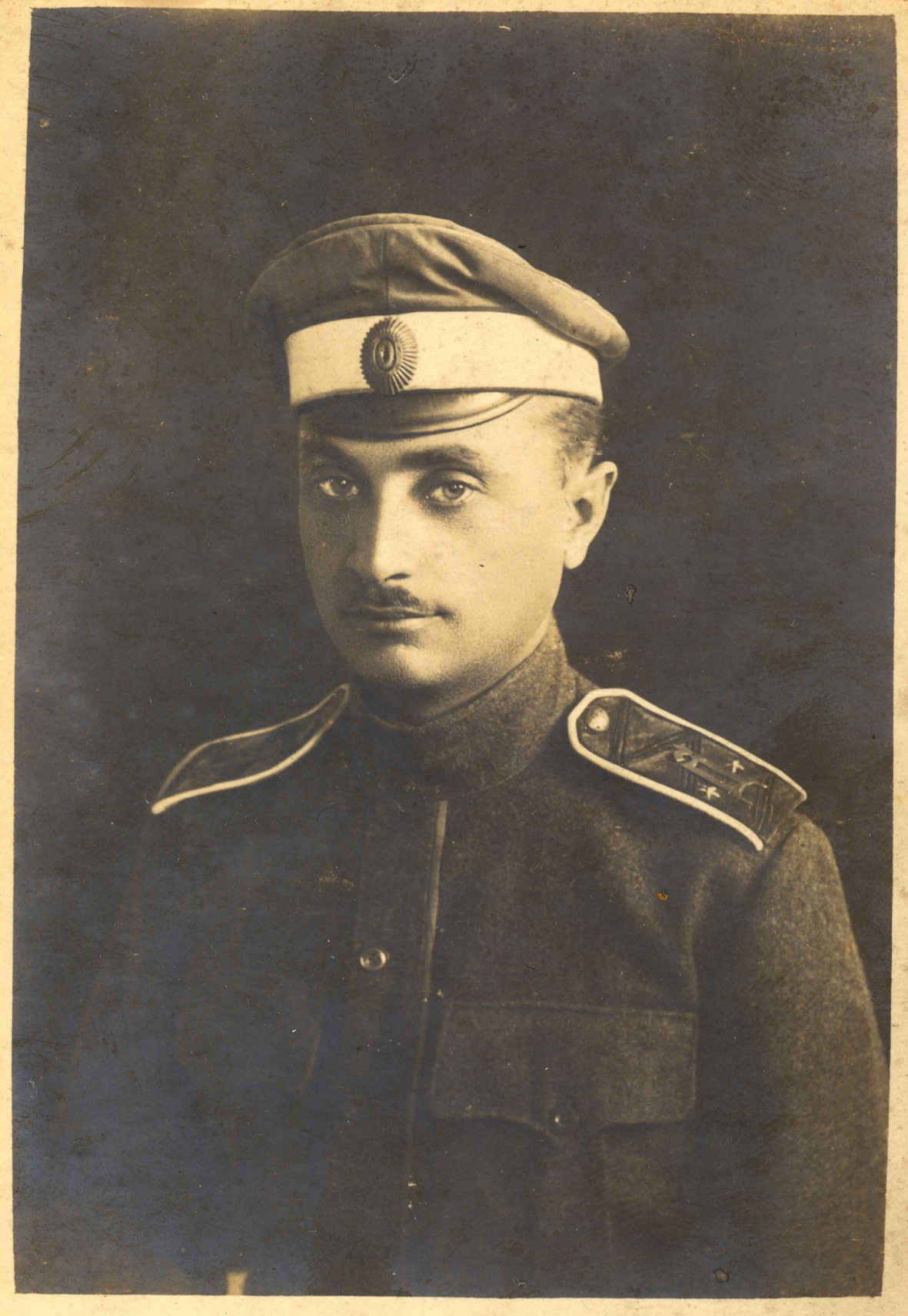
Генерал-майор В. Г. Харжевский

- 1924—1928 Врангель, Пётр Николаевич — основатель РОВС;
- 1924—1929 Великий князь Николай Николаевич Младший — Верховный Главнокомандующий Русской Армией;
- 1929—1930 Кутепов, Александр Павлович;
- 1930—1937 Миллер, Евгений Карлович;
- 1937—1938 Абрамов, Фёдор Фёдорович;
- 1938—1957 Архангельский, Алексей Петрович;
- 1957—1967 Лампе, Алексей Александрович;
- 1967—1979 Харжевский, Владимир Григорьевич;
- 1979—1983 Осипов, Михаил Петрович;
- 1983—1984 Дьяков, Владимир Иванович;
- 1984—1986 Калениченко, Пётр Алексеевич;
- 1986—1988 Иванов, Борис Михайлович;
- 1988 Иович, Никита Иванович;
- 1988—1999 Гранитов, Владимир Владимирович;
- 1999—2000 Бутков, Владимир Николаевич;
- 2000 Вишневский, Владимир Александрович;

## Награды
В 1998 году была учреждена медаль «80 лет Белой борьбы». На лицевой стороне изображён терновый венец, пересечённый мечом, и цифры 1918—1998. На реверсе — надпись ЧЕРЕЗ ГИБЕЛЬ БОЛЬШЕВИЗМА К ВОЗРОЖДЕНИЮ РОССИИ РОВС. Отчеканена небольшим тиражом.

## Образ в искусстве
В российском фильме 2014 года «Гетеры майора Соколова» РОВС противостоит майору госбезопасности Соколову и его спецотряду.